# Edward Everett Hale
Edward Everett Hale (Boston, 3 aprile 1822 – Roxbury, 10 giugno 1909) è stato uno scrittore, storico e religioso statunitense.

## Biografia
Nacque a Boston, figlio del giornalista Nathan Hale, proprietario ed editore del Boston Daily Advertiser, e nipote di Edward Everett, famoso politico statunitense.
Hale si dimostrò un bambino prodigio, in grado di esibire straordinarie capacità letterarie, che gli consentirono di diplomarsi alla precoce età di tredici anni alla Boston Latin School,  e di iscriversi subito dopo al college di Harvard, nella facoltà di Lettere, dove si distinse al punto da ottenere due premi Bowdoin e da venir nominato 'poeta della classe'.  Si laureò all'età di diciassette anni e proseguì il suo percorso di studi frequentando la Harvard Divinity School.  Certamente, si sentì stimolato sia dall'attività del padre sia dalle grandissime occasioni culturali che poteva cogliere nella voluminosa biblioteca familiare.

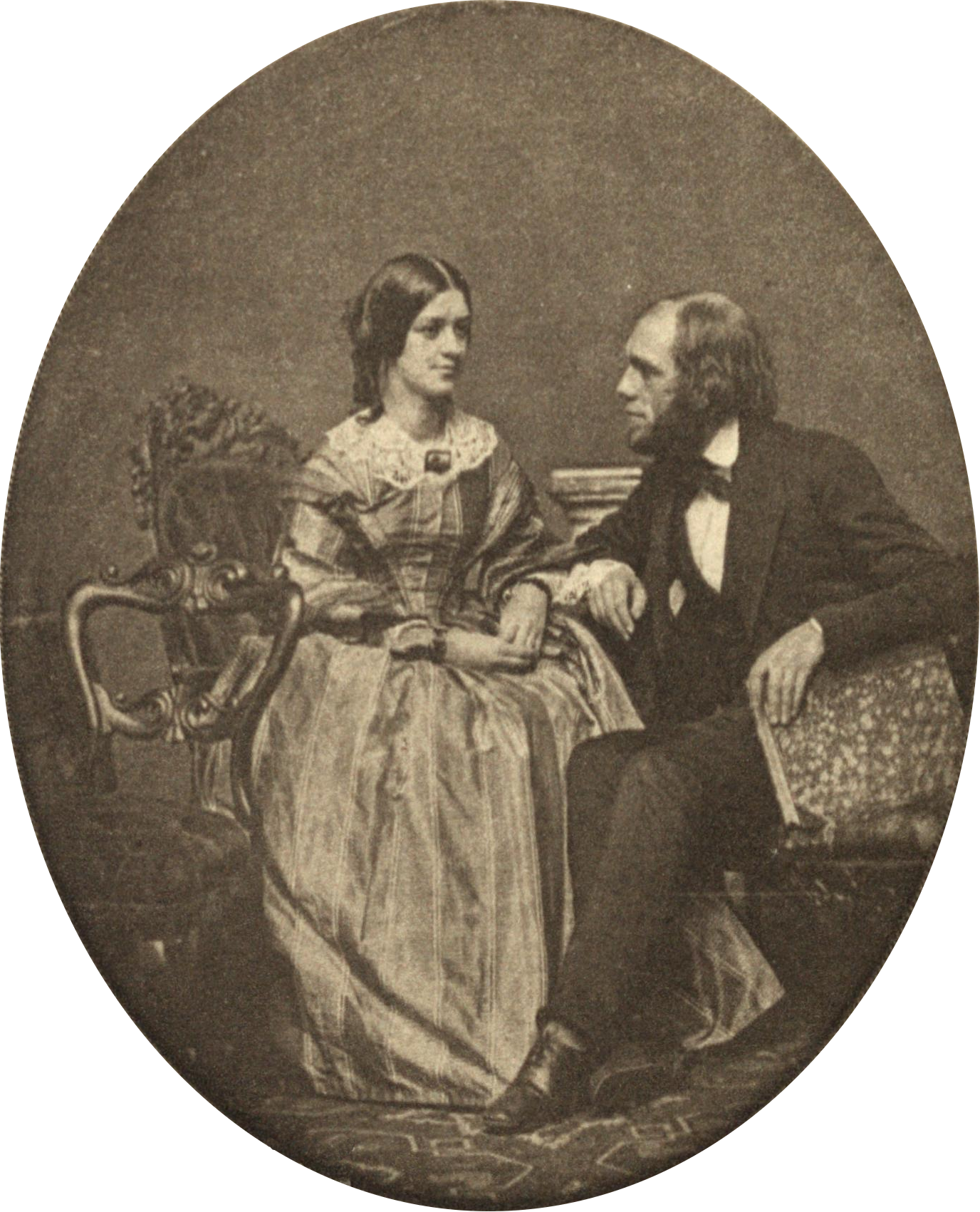
Edward Everett Hale con sua sorella Susan nel 1855

Una volta laureatosi, intraprese innanzitutto il mestiere di insegnante di latino presso la sua vecchia scuola di Boston e dopo un paio di anni collaborò con il padre scrivendo articoli giornalistici.
Hale venne autorizzato a predicare il culto unitario come ministro nel 1842  e quattro anni dopo divenne pastore della Chiesa a Worcester.
Nel 1852 sposò Emily Baldwin Perkins e quattro anni dopo lasciò la Chiesa Unitaria e divenne pastore della South Congregational Church a Boston, con la quale si attivò fino al 1899.
Per quanto riguarda la sua carriera letteraria, il suo primo contributo lo diede nel 1859 con un breve racconto intitolato My Double and How He Undid Me, pubblicato sulla rivista The Atlantic Monthly, invece come editore pubblicò già nel 1848 una collezione di saggi intitolata The Rosary of Illustrations of the Bible, basata su estratti di approfondimenti biblici di vari autori quali Johann Gottlieb Fichte e Johann Gottfried Herder.
Grazie a lavori come il romanzo della 'frontiera' East and West (1892) e l'opera autobiografica A New England Boyhooh ("Un'infanzia nella Nuova Inghilterra", 1893), si inserì, seppur parzialmente, nel filone del cosiddetto 'color locale'.

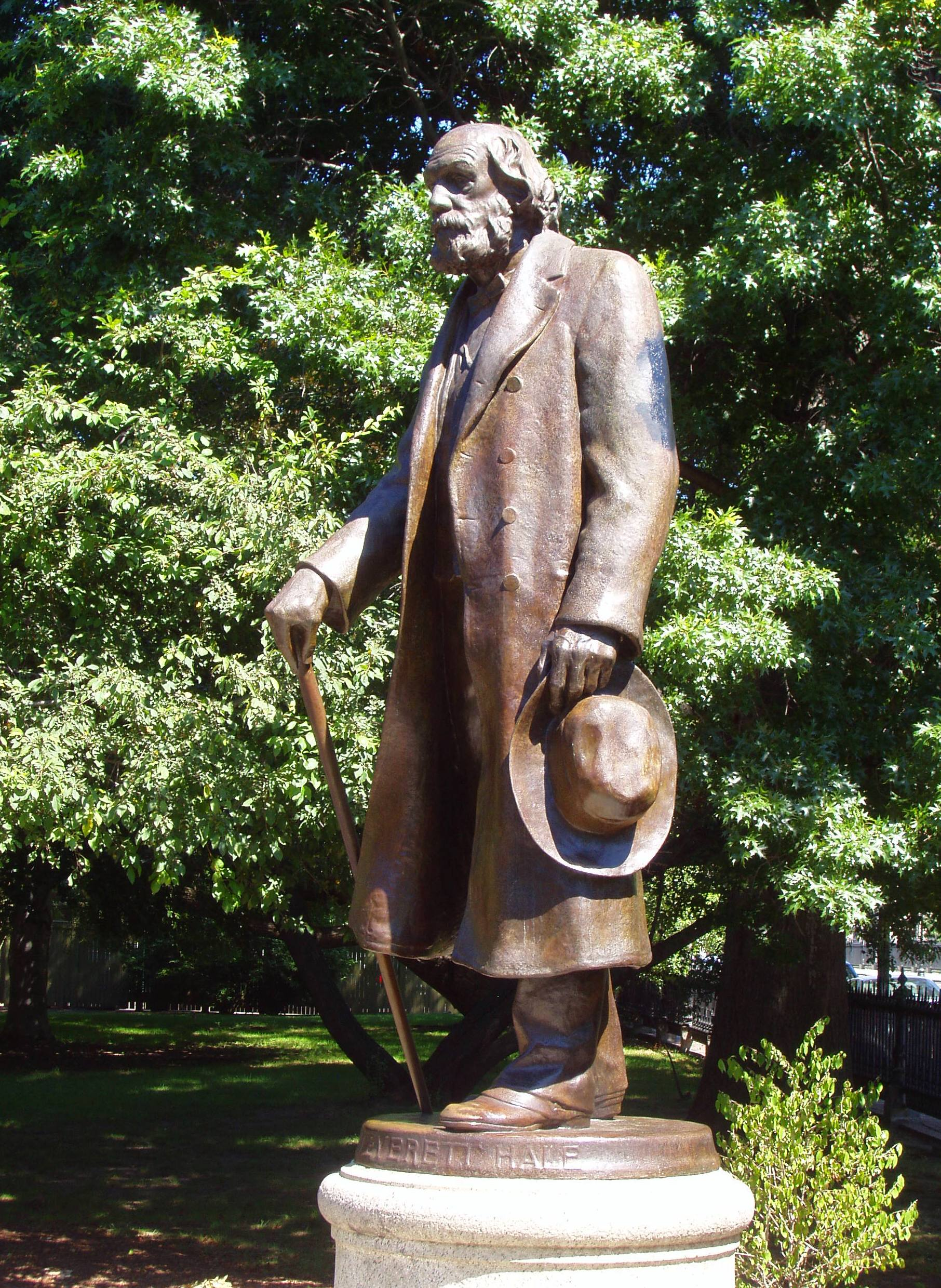
Statua di Edward Everett Hale, Boston Public Garden, Boston

Si occupò di innumerevoli argomenti, che svariarono dalla raccolta di racconti If, Yes, and Perhaps ("Se sì, e forse no", 1868) alla satira utopistica Sybaris and Other Homes ("Sibari e altre patrie", 1869); dal romanzo The Fortunes of Rachel ("Le fortune di Rachele", 1884), incentrato sulla storia di un'orfana inglese negli Stati Uniti, ai due voluminosi saggi storiografici Franklin in France (1887).
Attualmente, Hale è citato soprattutto per l'opera patriottica The Man Without a Country ("L'uomo senza patria", 1863), nella quale il protagonista Philip Nolan, dapprima ripudia la patria e in un secondo tempo si riscatta comportandosi in modo eroico in una battaglia navale. È da sottolineare che questo racconto edificante venne pubblicato durante la guerra civile americana.
Il suo breve racconto The Brick Moon, edito da Atlantic Monthly, risultò il primo ad occuparsi dei satelliti artificiali, e probabilmente influenzò anche Jules Verne.
Fu eletto membro dell'American Academy of Arts and Sciences nel 1865.
Il racconto Ten Times One is Ten (1870), incluse il motto divenuto celebre «Guarda in alto, non in basso, davanti e non indietro, fuori e non dentro, e dai una mano».
Hale fondò diverse riviste, quali Lend a Hand e Charities Review e complessivamente scrisse oltre sessanta libri, tra racconti, sermoni, novelle, pamphlets, biografie e storiografie.
Hale si dimostrò un uomo di spiccata personalità, geniale ed organizzativa, e si impegnò in battaglie civili, come quella contro lo schiavismo, per la tolleranza religiosa, per il pacifismo, per risolvere le difficoltà dei lavoratori, oltre ad appoggiare movimenti educativi come il "Chautauqua" e movimenti sociali-religiosi riformisti quali il Social Gospel, e a fondare società di assistenza sociale come “The Christianity Unity”.